# うみ (THE 真心ブラザーズの曲)
「うみ」は、THE 真心ブラザーズの楽曲で、メジャーデビューシングル。1989年9月1日にEPIC/SONY RECORDSより発売された。

## 概要
フジテレビ系『パラダイスGoGo!!』内のコーナー「勝抜きフォーク合戦」で10週勝ち抜いたことがきっかけで発売された。
本作に収録された楽曲は全て「勝抜きフォーク合戦」内で演奏されている。
表題曲はベストアルバム『けじめの位置 〜栄光の軌跡II〜』が発売されるまでアルバム未収録であった。また、カップリング曲の「恋する二人の浮き沈み」はアルバム未収録。
現在は廃盤となっており、公式サイトのディスコグラフィーから削除されている作品の1つ。

## 収録曲
- 全曲、作詞・作曲：倉持陽一

1. うみ
編曲：桜井秀俊
  - フジテレビ系『パラダイスGoGo!!』挿入歌。
  - 原題は「埋め立て工事現場の雨上がりの夕暮れ」[2]。
2. 恋する二人の浮き沈み
  - 「浮き楽章・ハナゲ」（原題は「ハナゲ」[2]）と「沈み楽章・時計が急ぐけど」（原題は「ダンプ」[2]）からなる曲。